# Coelioxys langi
Coelioxys langi är en biart som beskrevs av Cockerell 1935. Coelioxys langi ingår i släktet kägelbin, och familjen buksamlarbin. Inga underarter finns listade i Catalogue of Life.